# Rispescia
Rispescia est une frazione située sur la commune de Grosseto, en Toscane, Italie.

## Géographie
Le village est situé à 10 km du centre de la ville de Grosseto, près du village d'Alberese dans le parc naturel de la Maremme. Il a été fondé dans les années 1950 avec la réforme agraire.

## Monuments
- La Ferme du Rispescia, ferme de la fin du XIXe siècle située sur le fossé du même nom, qui a donné son nom au village.
- L'église Santa Maria Goretti, église paroissiale sur la place principale (1953).
- La fontaine du Cinghialino (sanglier), statue de bronze offert par la ville de Florence en 1953, reproduction du Porcellino de Pietro Tacca.

## Foires
Chaque été, se déroule à  Rispescia le festival du sanglier. Au mois d'août se tient l'événement national de Festambiente, avec des invités internationaux.